# Heinz Fröbel
Heinz Fröbel (* 22. Dezember 1921 in Sommerfeld, Landkreis Crossen (Oder); † 23. März 2018 in Kassel) war ein deutscher Politiker (FDP). Von 1979 bis 1984 war er Regierungspräsident des Regierungsbezirks Kassel.

## Leben
Nach dem Abitur wurde Fröbel zur Wehrmacht eingezogen, nahm als Soldat am Zweiten Weltkrieg teil und geriet zuletzt in US-amerikanische Gefangenschaft. Nach seiner Entlassung aus der Kriegsgefangenschaft nahm er ein Studium der Volkswirtschaftslehre an der Philipps-Universität Marburg auf. Am 5. Juli 1950 wurde er im Corps Rhenania Straßburg recipiert. Er schloss das Studium mit der Prüfung als Diplom-Volkswirt ab. 1952 wurde er persönlicher Referent des Hauptgeschäftsführers der Industrie- und Handelskammer Kassel. Im Jahr darauf übernahm er bei der IHK die Leitung der Verkehrsabteilung.
Fröbel trat 1960 in die FDP ein. Er betätigte sich in der Kommunalpolitik, war ab 1960 Stadtverordneter in Kassel und dort von 1968 bis 1979 Vorsitzender der FDP-Fraktion. Er gehörte den Aufsichtsräten der documenta, der Städtischen Werke und der Kasseler Verkehrs-Gesellschaft an. Zugleich war er FDP-Fraktionsvorsitzender der Regionalen Planungsgemeinschaft Nordhessen. Obwohl er bis dahin keine Behördenerfahrung gesammelt hatte, wurde er im März 1979 zum Regierungspräsidenten des Regierungsbezirks Kassel ernannt. Diese Funktion übte er bis August 1984 aus. Im Hinblick auf die damalige Lage im Zonenrandgebiet setzte er sich während seiner Amtszeit vor allem für eine bessere Anbindung Kassels an das Fernstraßen- und Schienennetz ein. Von 1985 bis 1989 war er eine Wahlperiode Mitglied des Kasseler Magistrats.
Fröbel führt den Kasseler Ehrentitel Stadtältester. Er wurde mit der hessischen Freiherr-vom-Stein-Plakette ausgezeichnet und 1986 wurde ihm das Verdienstkreuz 1. Klasse der Bundesrepublik Deutschland verliehen.
Heinz Fröbel war verheiratet und lebte im Kasseler Stadtteil Wolfsanger.